# Timniri
Timniri is een gemeente (commune) in de regio Mopti in Mali. De gemeente telt 17.600 inwoners (2009).